# Parafia Podwyższenia Krzyża Świętego w Besku
Parafia Podwyższenia Krzyża Świętego w Besku – parafia rzymskokatolicka znajdująca się w archidiecezji przemyskiej w dekanacie Jaćmierz.
Erygowana w 1596. Jest prowadzona przez księży archidiecezjalnych.

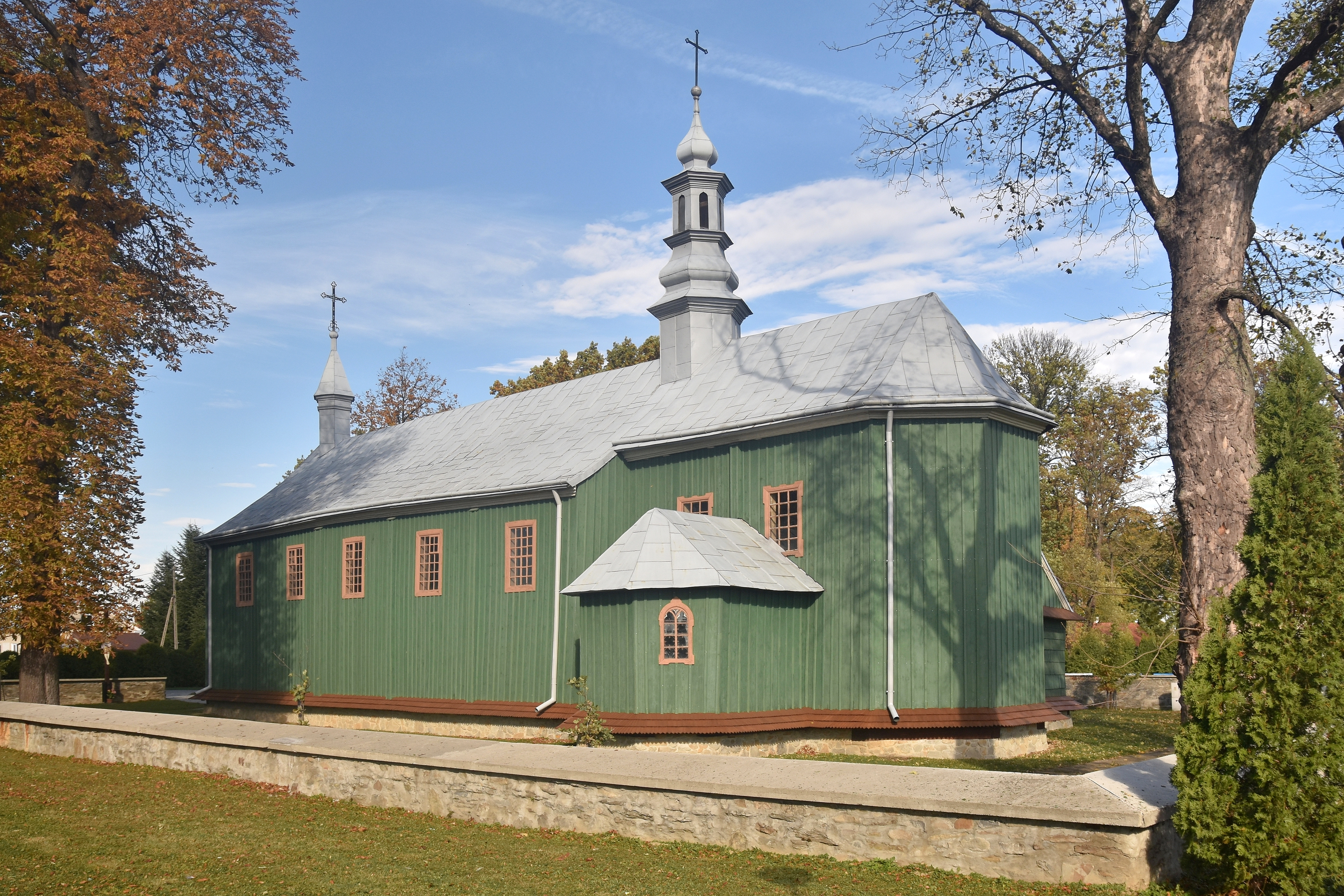
Zabytkowy dawny kościół parafialny